# Rauch Pál
Báró nyéki Rauch Pál Kálmán (Zágráb, Zágráb vármegye, 1865. február 20. – Zágráb, Zágráb vármegye, 1933. november 29.) osztrák-magyar politikus, Horvát-Szlavon-Dalmátország bánja, valódi belső titkos tanácsos, a főrendiház örökös tagja, a Szent István rend középkeresztese.

## Élete
A magyar főnemesi báró nyéki Rauch család sarja. Atyja, báró nyéki Rauch Levin (1819–1890), Horvát-Szlavon-Dalmátország bánja, anyja, gróf szomszédvári és medvedgrádi Sermage Antónia (1826–1913). Apai nagyszülei báró nyéki Rauch Dániel (1778–1831), és nagyjókai Farkas Erzsébet (1787–1858) volt.
Középiskolai tanulmányait szülővárosában magánúton, a jogot pedig a budapesti egyetemen elvégezve. 1887. óta gazdálkodással foglalkozott. A horvát országgyűlésnek 1895. óta tagja és a magyarbarát unionista párthoz tartozott. 1908. január 8-án Horvát-Szlavon-Dalmátország bánjává nevezték ki. Zágrábi érkezésekor, 1908. január 15-én, több ezren tüntettek ellene. Rauch kormányzásának kezdetekor, a horvát-szerb koalíció kijelentette, hogy nem hajlandó együttműködni az új unionista bánnal. 1908. február 27-én választások zajlottak Horvátországban, és ekkor a horvát–szerb koalíció abszolút többséget kapott. Erre, báró Rauch Pál feloszlatta az ellenzéki parlamentet és két évig abszolutista módszerekkel kormányozott. A súlyos politikai válság ellenére, Rauch Pál báró 1910. február 5-ig viselte a báni méltóságot.
Zágrábban, 1933. november 29-én hunyt el.

## Házassága és gyermekei
Bécsben, 1888. április 26-án feleségül vette Baechlé Rozina (1869- †?) kisasszonyt. A frigyükből származott:
- báró Rauch Pál (1889‑1918), a nyéki Rauch család utolsó férfi tagja. Felesége, Moretti Elsa (1893- † ?)
- báró Rauch Erzsébet (1891-?). Férje, dr. vrinjei és csenei Vuchetich Farkas, jogász.